# Махадыр
Махадыр (абх. Маҳадыр, груз. მეხადირი) — село в Абхазии. Находится в Гагрском районе. Высота над уровнем моря составляет 250 метров.

## Население
По данным 1959 года в селе Махадыр (бывшем Накадули) проживало всего 682 человек (в том числе в Земо-Накадули — 228 человек, в Квемо-Накадули — 454 человека), в основном армяне. Всего в Накадульском сельсовете жило 1565 человек, большинство которых составляют армяне В 1989 году в селе Махадыр проживало 137 человек, также в основном армяне.
По данным переписи 2011 года численность населения сельского поселения (сельской администрации) Махадыр составила 1779 жителей, из них 1618 человек — армяне (90,9 %), 122 человека — русские (6,9 %), 11 человек — украинцы (0,6 %), 7 человек — абхазы (0,4 %), 3 человека — грузины (0,2 %), 18 человек — другие (1,0 %).

## История
Накадули (сёла Земо-Накадули и Квемо-Накадули) в 1956 году было переименовано в Махадыр (Мехадыр).